# Лунка Сатеаска (Бистрица-Насауд)
Лунка Сатеаска (рум. Lunca Săteasca) насеље је у Румунији у округу Бистрица-Насауд у општини Тарлишуа. Oпштина се налази на надморској висини од 435 m.

## Становништво
Према подацима из 2002. године у насељу је живело 147 становника, од којих су сви румунске националности.